# Ворово (Західнопоморське воєводство)
Ворово (пол. Worowo) — село в Польщі, у гміні Лобез Лобезького повіту Західнопоморського воєводства.
Населення — 274 особи (2011).
У 1975-1998 роках село належало до Щецинського воєводства.

## Демографія
Демографічна структура станом на 31 березня 2011 року:
|          | Загалом | Допрацездатний вік | Працездатний вік | Постпрацездатний вік |
| -------- | ------- | ------------------ | ---------------- | -------------------- |
| Чоловіки | 146     | 41                 | 96               | 9                    |
| Жінки    | 128     | 38                 | 72               | 18                   |
| Разом    | 274     | 79                 | 168              | 27                   |